# Clidemia ulei
Clidemia ulei är en tvåhjärtbladig växtart som beskrevs av Pilg.. Clidemia ulei ingår i släktet Clidemia och familjen Melastomataceae. Inga underarter finns listade i Catalogue of Life.